# 托马斯·克伦威尔
托马斯·克倫威爾，第一代埃塞克斯伯爵（英語：Thomas Cromwell, 1st Earl of Essex，約1485年—1540年7月28日），英國政治家，為國王亨利八世的親信大臣，曾任國會議員、首席部長（1532年－1540年）。推行宗教和政治改革，對抗羅馬教廷，解散天主教修道院。克伦威尔是英格兰宗教改革最有力的支持者，他帮助安排解除亨利八世和凱瑟琳的婚约，目的是让亨利娶安妮·博林。

## 生平
托马斯·克伦威尔大约在1485年，出生于萨里郡的帕特尼。父亲沃尔特·克伦威尔，是一个铁匠和布商，拥有客栈和啤酒厂。一些人认为沃尔特·克伦威尔是爱尔兰人后裔。 母亲凯瑟琳·马韦雷尔是德比郡维克斯沃思尼古拉斯·格洛索普的姑姑。1474年她与沃尔特·克伦威尔结婚时，住在帕特尼当地律师约翰·维尔贝克的家里。
"护国公"奥利弗·克伦威尔是他家族的后代。
1534在获取教皇批准失败后，议会批准了国王成为英格兰教会首脑的请求。这样亨利便可以順利結束自己的婚姻。克伦威尔后来通过创造了两个独特的岗位，「副主教」（vicar-general和“神職的代理执政者”（ vicegerent in spirituals），为在萌芽状态的英国国教会进行了新教改革。同年，克倫威爾力促國會通過一系列改革法案：「上訴限制條例」禁止英國教會法庭上訴到教皇、禁止教會不經英王允許發布規章；「教職任命法案」規定教會必須根據英王指定的候選人推選主教；「至尊法案」宣布英王是英國教會唯一最高權威；「王位繼承法」宣布凱瑟琳的女兒瑪麗乃是私生女，安妮·博林的女兒伊麗莎白則為順位繼承人；「叛國罪法案」規定不承認英王的最高權威即是叛國罪，可判處死刑；並且取消給教宗的獻金（Peter's Pence）。在他获取权力的过程中产生了很多敌人，包括他曾经的盟友安妮·博林。他在安妮倒台的过程中发挥了突出作用。他后来因为为亨利安排和克里維斯的安妮的婚姻而失势，克伦威尔希望这场婚姻可以给英格兰宗教改革带来新生，但六个月后却成了他的灾难，原因是亨利取消了婚姻。克伦威尔被剥夺公权判处叛国和异端罪，于1540年7月28日，在伦敦塔的塔丘处死。在被处死之前，克伦威尔曾写给亨利八世一封信，乞求對方手下留情，然而这未能使他免于一死。事后亨利八世为处死这位忠臣感到后悔。

## 評價
直到1950年代，历史学家都在淡化克伦威尔的角色，称他为差不多就是国王亨利八世代理人的教条主义者。但是，史學家喬佛瑞·艾爾頓（Geoffrey Elton）在1953年的《都铎革命》一书中，認為他是都铎王朝在政府制度革命上的中心人物。

## 小说
21世纪初，英国女作家希拉里·曼特尔出版了关于托马斯·克伦威尔兴衰的三部曲：《狼厅》（Wolf Hall，2009年）、《血季》（Bring Up the Bodies，2012年），以及《镜与光》（The Mirror and the Light，2020年）。